# 八尾市立亀井中学校
八尾市立亀井中学校（やおしりつ かめいちゅうがっこう）は、大阪府八尾市南亀井町四丁目にある公立中学校。八尾市の西部・大阪市平野区との境界付近を校区としている。

## 通学区域
- 八尾市立竹渕小学校と八尾市立亀井小学校の通学区域。

八尾市 太子堂2丁目・4丁目・5丁目、南太子堂4丁目・5丁目・6丁目、跡部本町、跡部北の町、跡部南の町、龍華町1丁目4番、龍華町2丁目、南亀井町1丁目・4丁目・5丁目の全域、南亀井町2丁目（一部）、南亀井町3丁目（一部）、亀井町、北亀井町、竹渕、竹渕西、竹渕東。

## 交通
- 関西本線（大和路線） 久宝寺駅 南へ約1.3km。
- 地下鉄谷町線 出戸駅 北東へ2km、または長原駅 北へ約2km。

## 亀井中学校出身の著名人
- 江口直生 (サッカー選手)
- 種田仁